# Третья ракета (фильм)
«Тре́тья раке́та» — советский полнометражный чёрно-белый художественный фильм о Великой Отечественной войне, поставленный на киностудии «Беларусьфильм» в 1963 году режиссёром Ричардом Викторовым по одноимённой повести Василя Быкова.
Премьера фильма в СССР состоялась 16 сентября 1963 года.

## Сюжет
Действие фильма происходит в Белоруссии во время Великой Отечественной войны.
Немецкое наступление прорывает оборону. Советские войска отошли назад, и расчёт противотанкового орудия оказывается на трое суток отрезанным от своих войск.
Судьба свела в одном фронтовом окопе разных людей; им предстояло выстоять против атак войск гитлеровской Германии.

## В ролях
| Актёр                | Роль           |
| -------------------- | -------------- |
| Станислав Любшин     | Василий Лозняк |
| Георгий Жжёнов       | Желтых         |
| Спартак Федотов      | Петров         |
| Надежда Семенцова    | Люся           |
| Игорь Комаров        | Лукьянов       |
| Юрий Дубровин        | Кривенок       |
| Леонид Давыдов-Субоч | Задорожный     |
| Владимир Прокофьев   | эпизод         |
| Евгений Гвоздев      | комбат         |
| Иван Жаров           | пехотинец      |

## Съёмочная группа
- Автор сценария — Василь Быков
- Режиссёр — Ричард Викторов
- Операторы: Андрей Кириллов, Никита Хубов
- Художники: Владимир Дементьев, Евгений Игнатьев
- Композитор и дирижёр — Евгений Глебов

## Награды
- Диплом КФ Прибалтийских республик, Белоруссии и Молдавии (1964) за сценарий фильма (Василь Быков)[1].